# 2001年世界盃棒球賽
2001年世界盃棒球賽（英語：2001 Baseball World Cup)，又稱2001年第34屆世界盃棒球賽，由中華民國（臺灣）舉辦，於2001年11月6日至11月18日，在天母棒球場、新莊棒球場、嘉義市棒球場、澄清湖棒球場等四個球場進行賽事。總共有16支國家代表隊參賽，分為兩組並且取各組的前四名進行複賽。這次比賽獲得冠軍的隊伍是古巴；亞軍為美國；季軍為中華臺北。

## 參賽隊伍
| - 中華臺北 - 美國 - 多明尼加 - 韓國 - 尼加拉瓜 - 義大利 - 南非 - 法國 | - 日本 - 古巴 - 巴拿馬 - 荷蘭 - 澳洲 - 加拿大 - 俄羅斯 - 菲律賓 |

## 複賽
- 古巴3-1擊敗
- 中華臺北2-0擊敗 荷蘭
- 美国7-2擊敗 巴拿马
- 日本3-1擊敗

## 準決賽

### 四強賽
- 古巴3-1擊敗 日本
- 美国4-1擊敗 中華臺北

### 5到8名賽
- 3-2擊敗
- 巴拿马5-0擊敗 荷蘭

## 決賽
冠軍戰
- 古巴5-3擊敗 美国

季軍戰
- 中華臺北3-0擊敗 日本

第五名比賽
- 巴拿马3-2擊敗

第七名比賽
- 荷蘭7-3擊敗